# علي مدحلي
علي مدحلي لاعب كرة قدم سعودي ، يلعب في خط الهجوم.

## مسيرة اللاعب
لعب سابقاً لأندية الاتحاد والوحدة و العروبة والشعلة و الصفا وضمك و نادي الخلود ونادي جدة ونادي وج ونادي النجوم ونادي الساحل ونادي الدرعية ونادي الذهب.